# Alphonse Nudant
Alphonse Nudant né à Serrigny (Côte-d'Or) le 15 décembre 1861 et mort à Saint-Jacut-de-la-Mer (Côtes-d'Armor) le 15 janvier 1952 est un polytechnicien français, officier d'artillerie, général de division, dont les résultats marquants dès le début de la Première Guerre mondiale sont récompensés par une ascension hiérarchique rapide et la confiance du gouvernement et de l'état-major qui le désignent le 12 novembre 1918 pour présider la Commission interalliée permanente d’armistice (CIPA) .

## Biographie

### Famille
Alphonse Pierre Nudant est né le 15 décembre 1861 à Serrigny (Côte-d’Or, arrondissement de Beaune), de Pierre Nudant, vigneron, et de Pauline Chaussenot. Son père élu maire de Serrigny lors des élections du 8 octobre 1876 et réélu en 1884, cède son mandat en mai 1888. Alphonse Nudant épouse le 26 avril 1893 à Nîmes, où il se trouve en garnison, Marguerite Hortense Marie Rattier, fille du directeur de la succursale de la Banque de France. Les deux filles aînées du couple, Guillemette (1894-1992) et Colette (1897-1995), se marient à de jeunes officiers. La cadette, Andrée (1899-1988), épouse un avocat parisien à Besançon le 14 juin 1921, en présence du maréchal Foch et du général Humbert.

### Études
Alphonse Nudant débute sa scolarité à l'école communale de Serrigny, entame ses études secondaires au collège Monge de Beaune, les poursuit au lycée de Dijon où il obtient le baccalauréat en 1879. Il est immédiatement admis dans ce même établissement en classe de Mathématiques spéciales pour préparer les concours des grandes écoles d'ingénieur. Il est admis à l'École Polytechnique en novembre 1883, après deux ans de service militaire en tant qu'engagé volontaire. Sous-lieutenant à la sortie de Polytechnique, il opte pour l'artillerie et rejoint le 1er octobre 1885 l'École d'application de Fontainebleau d'où il sort le 3 septembre 1887 promu lieutenant en second au 36e régiment d'artillerie.

### Retraite
Dès son admission dans le cadre de réserve le 16 décembre 1923, le général Nudant se retire au château de Saint-Riveul à Plénée-Jugon (Côtes-d'Armor) acquis en 1920 pour se rapprocher de sa belle-famille implantée à Dinan. Pendant les étés, le couple retrouve ses filles et ses petits-enfants à Saint-Jacut-de-la-Mer dans une villa acquise dès 1921. 
Dans les débuts de sa retraite, le général déploie une intense activité de chroniqueur militaire et ne compte pas son temps au service de nombreuses causes sociales, locales, régionales et nationales. Sa double résidence entre Plénée-Jugon et Saint-Jacut-de-la-Mer dure jusqu'en 1940, lorsque les troupes allemandes réquisitionnent le château. L'édifice, très abimé pendant l'occupation, quasiment détruit en 1944, ne peut plus accueillir ses propriétaires. Le général termine sa vie à Saint-Jacut-de-la-Mer dans sa villa « Marguerite », où il meurt le 15 janvier 1952.

## Dans l'armée en temps de paix (1881-1914)
Alphonse Nudant intègre l'armée française à 20 ans le 4 novembre 1881 en tant qu'engagé volontaire au 5e régiment d'artillerie (RA). Après quatre ans d'études supérieures à l'École polytechnique puis à l’École d'application de l'Artillerie et du Génie de Fontainebleau il rejoint le 36e régiment d'artillerie à Clermont-Ferrand. Passé au 6e régiment d'artillerie à Castres en février 1889, il y est promu lieutenant en premier en octobre. Le 21 août 1890 il rejoint à Valence le 38e régiment d'artillerie. En 1891, il est muté  officiellement du 1er au 21 avril au 19e régiment d'artillerie en garnison à Nîmes, et continue à y servir à partir de cette date tout en redevenant classé au 38e RA. Le 7 janvier 1894, il est définitivement affecté au 19e RA pour faire fonction d’instructeur d’équitation et de conduite des voitures. C'est à ce régiment qu'il est promu capitaine le 11 octobre 1894, désigné pour occuper l’emploi d’instructeur d’équitation et de conduite des voitures.
Candidat à l'École supérieure de guerre (ESG) en 1896, il y est admis en avril troisième sur 83. Sorti major de sa promotion, il bénéficie d'un stage de deux ans dans les bureaux de l’état-major général de l’armée. Il prend son grade de capitaine breveté d'état-major au 34e régiment d'artillerie fin 1900 avant de regagner début 1901 l'état-major général à Paris où il est affecté à un emploi de son grade au 2e bureau (analyse du renseignement). C'est à ce titre qu'il accompagne le général Debatisse, commandant l'École Polytechnique, aux grandes manœuvres suisses de début septembre 1901.
À l'été 1902, le capitaine Nudant est nommé officier d’ordonnance du général de division Jean Pendézec (1842-1913) faisant fonction de chef d’état-major général de l’armée. Après avoir été fait chevalier de la Légion d'honneur en octobre 1903, il repasse dans le cadre de son arme en avril 1904 pour prendre le commandement de la 12e batterie du 13e régiment d'artillerie qui constitue l'artillerie de la 1ère division de cavalerie à Paris. 
Promu chef d'escadron en 1905, il passe provisoirement à l’état-major de l’artillerie de la place et des forts de Paris avant de rejoindre le 40e régiment d’artillerie pour commander l’artillerie de la 4e division de cavalerie à Stenay (Meuse) à dater du 3 août. Le déroulement des manœuvres conjointes de la division en liaison avec l'infanterie les 28 et 29 août 1906 le conduisent à réfléchir au rôle des groupes cyclistes dans l'appui offensif à la cavalerie. Il en tire plusieurs principes d'action dans un long article intitulé « Infanterie et cyclistes en liaison avec la division de cavalerie - Deux journées de manœuvres », dont l'écho se fait entendre encore quelques années plus tard.

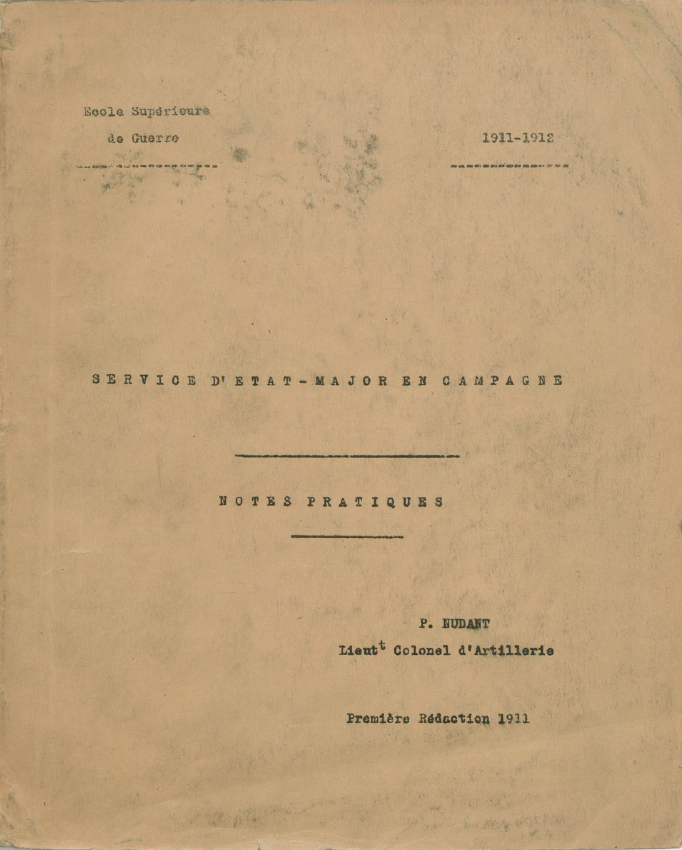
Cours ESG 1911.

Deux ans plus tard, il devient en octobre 1907 professeur-adjoint du cours du service d’état-major, aérostation et  droit international à l'École supérieure de guerre. Sa promotion au grade de lieutenant-colonel en juin 1911 lui permet d'accéder à la fonction de professeur de  ce même cours, position qu'il conserve jusqu'en décembre 1913. Parmi ses collègues professeurs il côtoie, entre autres, futurs généraux et maréchaux de la Grande Guerre, les chefs de bataillon de Maud'huy et Pétain, le chef d'escadron Fayolle, sans oublier le général Foch, directeur de l'ESG de 1908 à 1911.
Après six ans d'enseignement à l'École supérieure de guerre, le lieutenant-colonel Nudant retrouve un commandement le 25 décembre 1913 en prenant, par intérim, la tête du 4e régiment d'artillerie (RAC) à Besançon. Six mois plus tard, sa promotion au grade de colonel lui permet d'être confirmé dans ce poste à compter du 1er juillet 1914.

## Campagne contre l'Allemagne

### Commandant le4erégiment d'artillerie de campagne
Dès le 1er août 1914, le 4e RAC, unité de la 41e division d'infanterie (DI), embarque à Besançon en direction de Lure et Luxeuil pour se diriger ensuite vers les cols vosgiens afin d'assurer une mission défensive. Le 8, le régiment doit se porter sur Mulhouse où il contribue temporairement à la conquête de la place alors allemande, avant de se replier le 22 sur Guebwiller. Le 9 septembre, le colonel Nudant doit quitter le régiment pour prendre l'intérim du commandement de la 82e brigade d'infanterie, l'une des deux brigades de la 41e DI. Cette position provisoire est la conséquence de la mort du général Bataille, commandant la 41e DI,  tué la veille au col du Bonhomme. Dès l'arrivée du successeur de celui-ci, le général Bolgertl, le colonel Nudant quitte l'unité trois jours plus tard afin de prendre ses nouvelles fonctions de chef d'état-major de la IVe Armée,.

### Hautes fonctions d'état-major
Le colonel Nudant arrive à Souain (Marne), quartier-général de la IVe Armée, le 12 septembre 1914, pour se mettre aux ordres de son commandant, le général de Langle de Cary. Quatre jours plus tard il est nommé général de brigade à titre temporaire, grade qui doit cependant l'amener rapidement à occuper une autre fonction que celle de chef d'état-major normalement dévolue à un colonel. En cette mi-septembre 1914, les tentatives de rupture du front par la IVe armée amènent le QG à se déplacer fréquemment en fonction des combats. Pendant l'automne, la IVe armée voit son secteur de l'est de Reims étendu depuis la ferme des Marquises, à l'ouest, jusqu'à la rivière l'Aire, à l'est. C'est finalement depuis le QG d'armée de Châlons-sur-Marne, le 21 novembre suivant, que le nouveau général quitte ce poste.
Le lendemain en effet, il prend au Grand Quartier Général (alors à Romilly-sur-Seine avant de s'implanter à Chantilly) le poste de deuxième aide-major général du Théâtre des opérations du Nord et du Nord-Est auprès du général Pellé, qu'il remplace comme premier aide-major général le 22 mars 1915. Au total, après huit mois de hautes responsabilités au Grand quartier général, il est appelé à reprendre un commandement opérationnel.

### Commandant la70edivision d'infanterie
Le commandement de la 70e division d'infanterie, composée des 226e, 237e, 269e, 279e et 310e régiments d'infanterie et des 42e et 44e bataillons de chasseurs à pied, est confié au général Nudant le 21 juin 1915. À ce poste il remplace le général Fayolle, son ancien professeur d'artillerie et ancien collègue de l'École supérieure de guerre, promu commandant du 33e corps d'armée, qui prend lui-même la suite du général Pétain. Le nouveau commandant de la division prend ses fonctions alors que l'unité, engagée dans la 2e bataille d'Artois, participe aux attaques françaises sur Souchez (Pas-de-Calais). Il célèbre à l'automne, avec le commandant du 33e CA, la mémoire des nombreux morts de ces combats en inaugurant un calvaire provisoire non loin de Souchez dans le cimetière de Gauchin-le-Gal. 

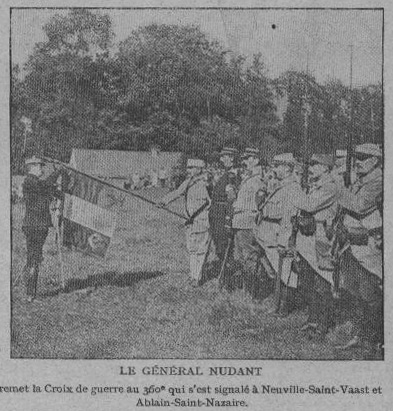
Le Gal Nudant décore le drapeau du 360e RI.
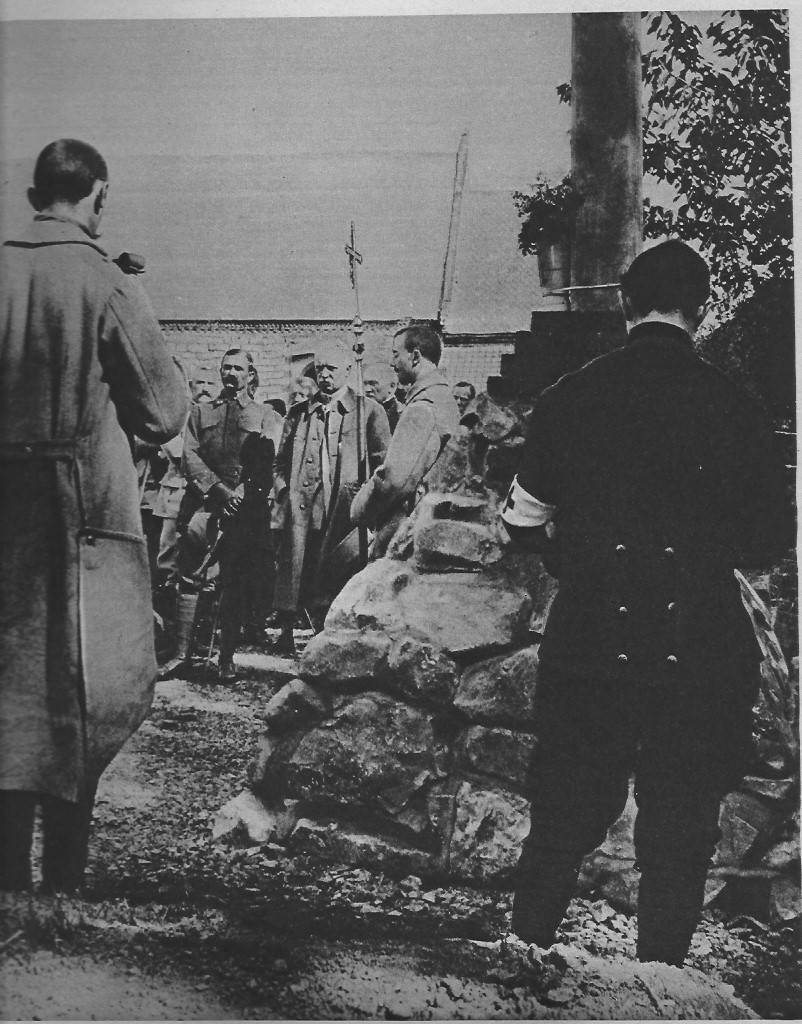
Les Gaux Nudant et Fayolle.

Après l'été, la division est fortement engagée dans la 3e bataille d'Artois jusqu'au 20 février 1916. Entretemps, A. Nudant est confirmé à son grade de général de brigade par décret du 25 novembre 1915. Alors que la division est au repos à Saint-Pol-sur-Ternoise, il cède son commandement au général Galon le 25 février 1916.

### Commandant le33ecorps d'armée

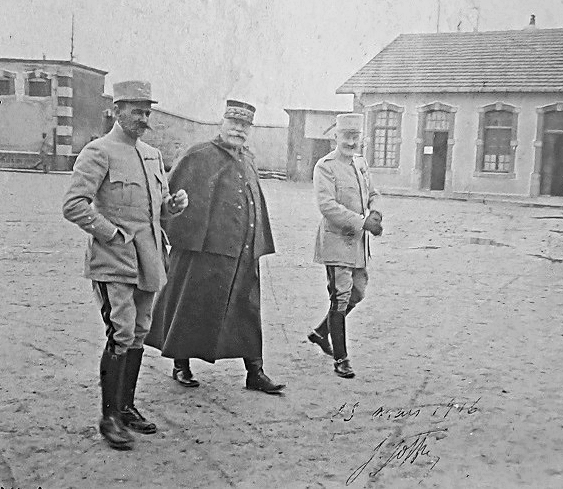
Les généraux Nudant et Joffre dans la région de Verdun (15 mars 1916).

Le général Fayolle passe à nouveau un commandement au général Nudant, cette fois celui du 33e corps d'armée, le 26 février 1916 à Frévent (Pas-de-Calais), au début d'une semaine de repos qui précède le mouvement de la grande unité en direction de Verdun, gravement menacée. Dès le 20 mars, le corps d'armée est engagé à Douaumont dans la Bataille de Verdun. Le 2 avril, rive droite de la Meuse, une offensive allemande menace les positions françaises tenues par le 33e CA :

« Après notre expulsion de Vaux, l’ennemi [...] manœuvre brusquement par sa droite [...] et pénètre par le nord dans le ravin du Bazil. On donne l'alerte. C’est le sous-lieutenant Tourtay, observateur en ballon captif, qui l’a vu. Le commandant du 33e corps, incrédule, le fait appeler. Tourtay affirme son renseignement sur l’honneur et le général Nudant, persuadé, déclenche les barrages sauvant peut-être Verdun. »

Le lendemain, 3 avril, malgré ce succès, le général Nudant, commandant l’armée qui défend la rive droite de la Meuse à Verdun, avec le général Mangin à ses côtés, doit laisser la place au général Nivelle
Du 5 avril au 15 mai le corps d'armée passe trois semaines au repos non loin de Pierrefitte (Oise) et fait ensuite mouvement vers le camp de Saffais (Meurthe-et-Moselle), non loin de Lunéville, pour instruction, avant de tenir un secteur à quelques kilomètres de Pont-à-Mousson jusqu'à fin juillet. Le général Nudant établit son QG dans le village de Royaumeix (Meurthe-et-Moselle), à 13 km au nord de Toul, non loin de Limey-Remenauville où il est vu le 1er août en train de s'entretenir avec le chef de corps du 226e régiment d'infanterie, le lieutenant-colonel Léandri.

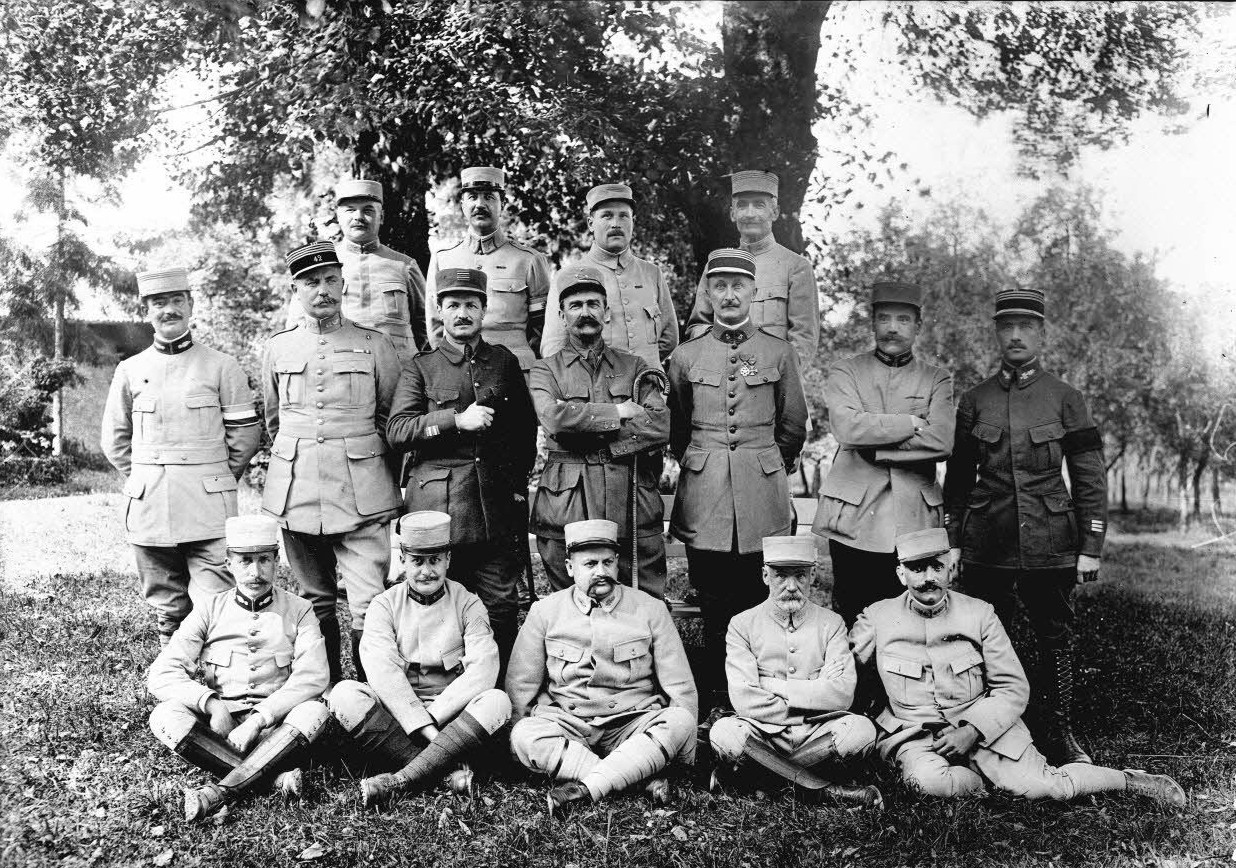
Le Gal Nudant et son état-major du 33e CA.
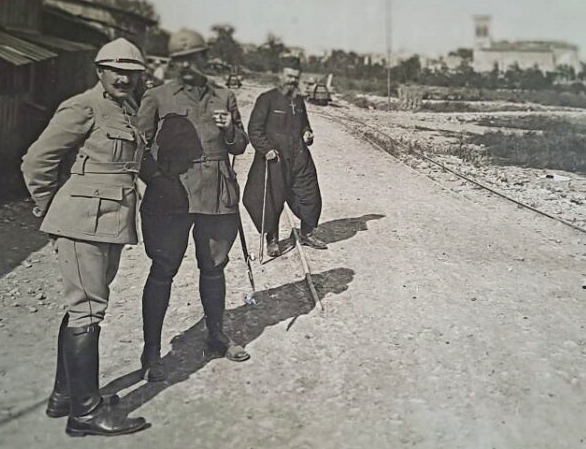
Le Lt Col Leandri, le Gal Nudant un aumônier.

Le 33e corps d'armée quitte le front début août pour gagner Toul puis la région de Crèvecoeur-le-Grand (Oise) où il reste au repos jusqu'au 20 août avant de faire mouvement vers l'est d'Amiens où il est engagé du 20 août au 30 novembre 1916 dans la bataille de la Somme. C'est au cours de cette période au front que le général Nudant est appelé à la tête du 34e corps d'armée.

### Commandant le34ecorps d'armée
Le général Nudant remplace le général Demange au commandement du 34e corps d'armée le 6 octobre 1916. À cette date et depuis 20 mois, le corps d'armée, composé des 134e et 157e divisions d'infanterie, tient le dernier secteur du front de l'est, long de plus de 30 km, sur une ligne nord-sud qui s'étend de Thann jusqu'à la frontière suisse près de Pfetterhouse, en passant par Burnhaupt-le-Bas, Ammerzwiller et Seppois. Cette affectation géographique perdure jusqu'au 16 juin 1917. Entretemps, le 17 avril 1917, le Journal officiel publie la promotion du général Nudant au grade de commandeur de la Légion d'Honneur.
Du 16 juin au 12 juillet 1917, le corps d'armée est cantonné dans la région d'Épernay, période de repos au cours de laquelle A. Nudant est confirmé dans son grade de général de division. Le 34e CA occupe ensuite un secteur au nord-nord-ouest de Reims entre Bétheny et Courcy jusqu'au 29 mars 1918, date qui marque le début de son mouvement vers Rethondes. A partir du 7 avril 1918, l'unité assure le service d'un secteur dans la zone de Lassigny (Oise) de part et d'autre du mont Le Plémont. C'est précisément l'endroit du front que  G. Clémenceau, décide de visiter le 6 mai 1918. Accompagné du général Mordacq, le chef de son cabinet militaire, et du général Humbert, commandant la IIIe armée, le président du Conseil, ministre de la guerre, visite les tranchées sous la conduite du général Nudant qui l'a accueilli le matin au château de Monchy-Humières, quartier général du 34e CA. 

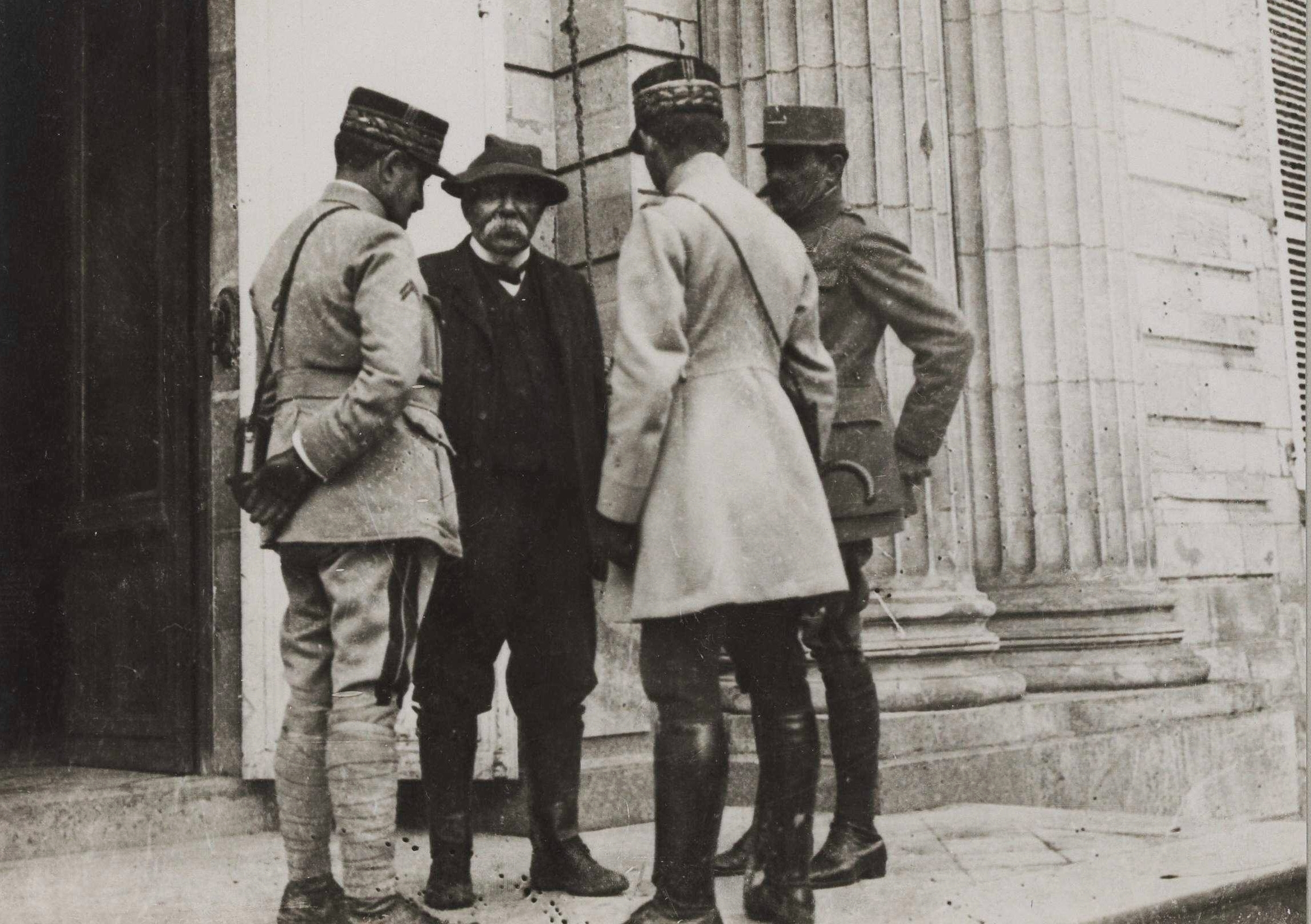
Le Gal Nudant (à droite) accueille G. Clémenceau. De dos, les généraux Mordacq et Humbert.
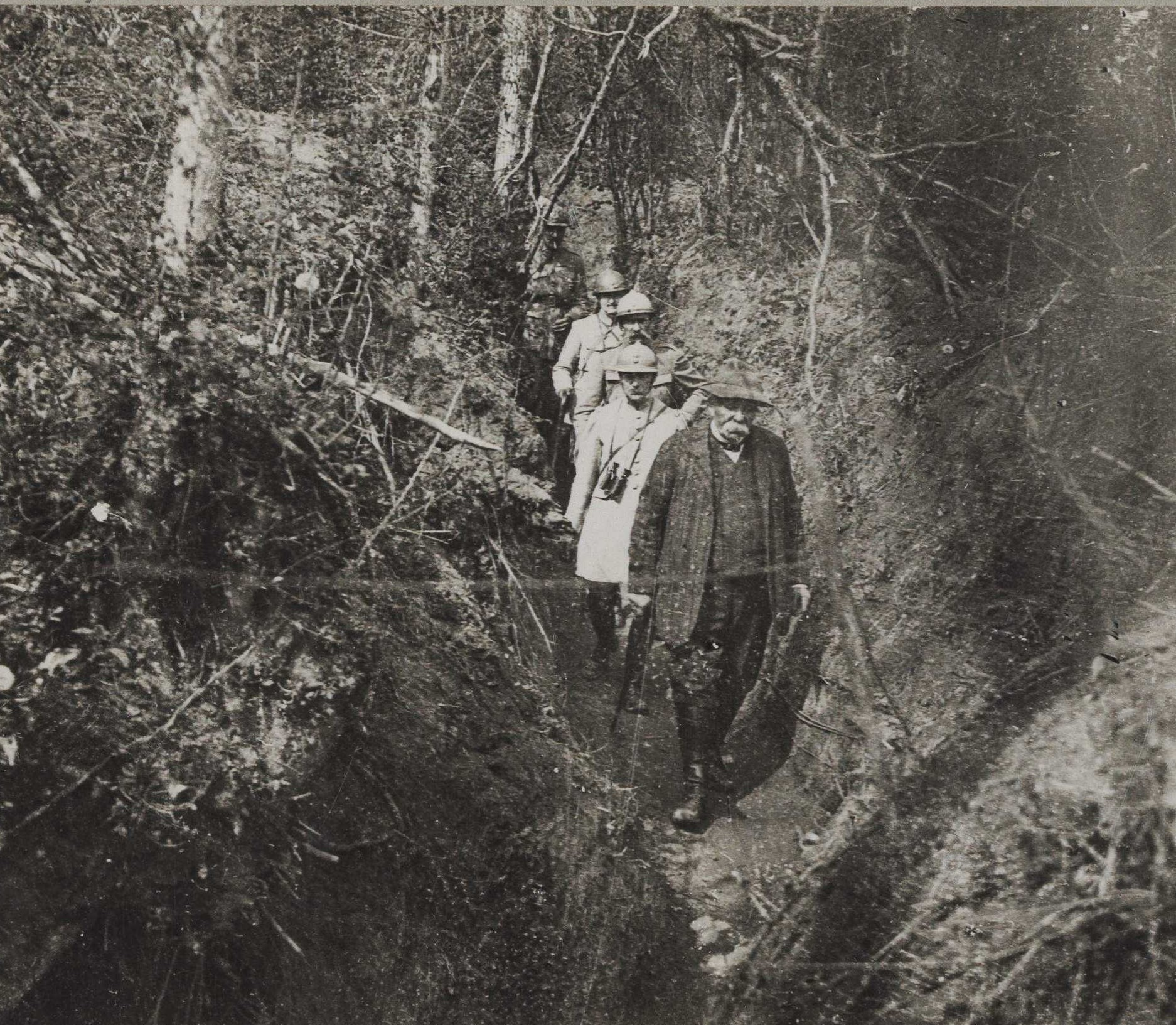
Dans un boyau sur Le Plémont, G. Clémenceau suivi des généraux Humbert, Nudant, Mordacq.
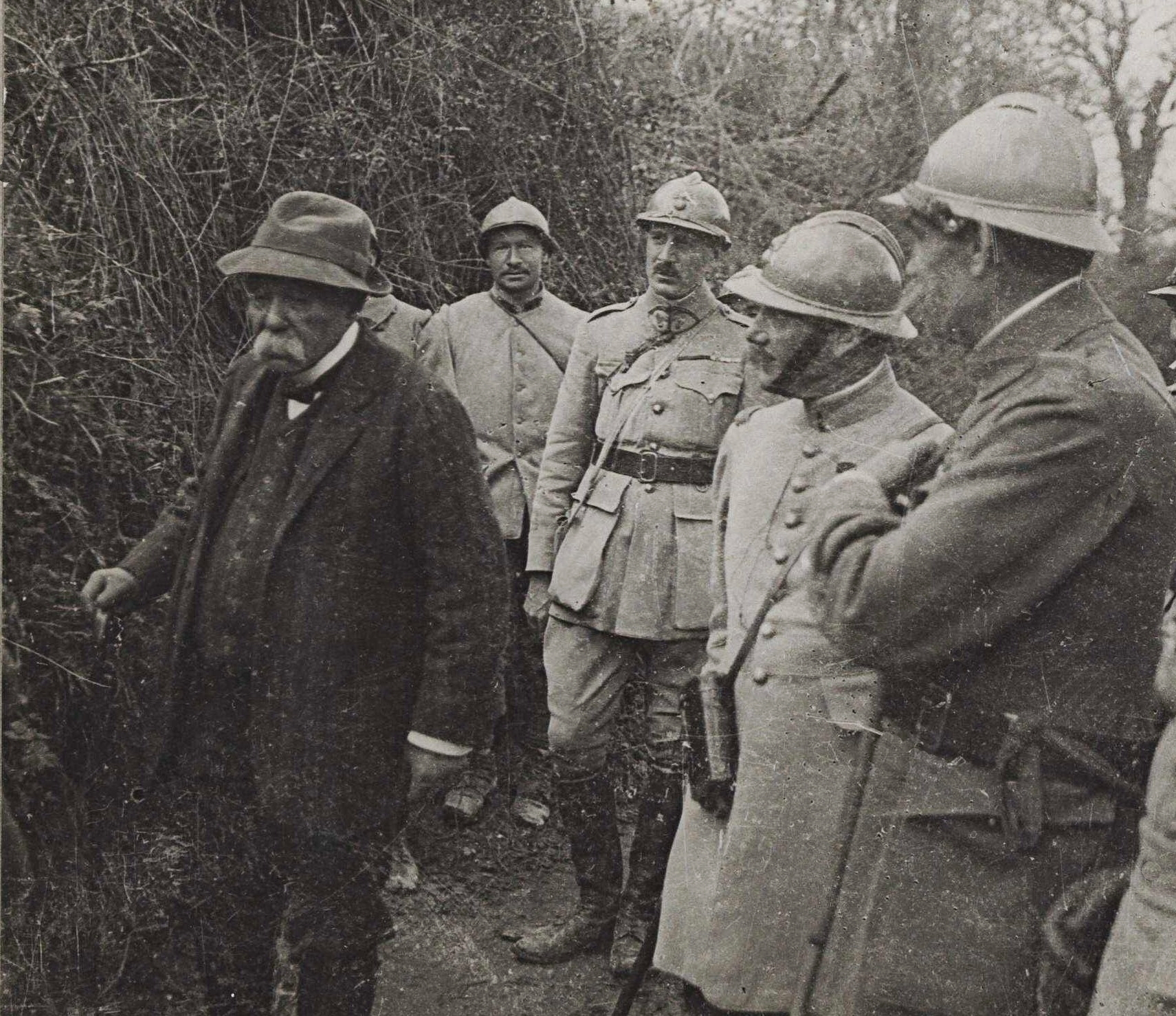
Fin de visite à Le Plémont. De D. à G. Gaux Nudant, Humbert, Mordacq.

Cette visite, dont la portée politique dépasse largement l'intérêt militaire, est annoncée le lendemain dans toute la Presse par un communiqué qui souligne « l'impression très satisfaisante qu'il [M. Clémenceau] a vu et des conversations qu'il a eues avec les grands chefs militaires et nos poilus ».
Le généra Nudant reçoit à nouveau le président du conseil un mois plus tard lorsque le général Mordacq ayant en main « les indices de plus en plus sérieux confirmant l’imminence d’une attaque allemande sur le front Montdidier-Noyon (3e armée, général Humbert) » propose à Clémenceau de s'assurer sur place que tout le dispositif français est prêt. Au cours de la journée du 8 juin 1918, G. Clémenceau visite le matin tout le secteur Ouest de la IIIe armée, dont le QG du 34e CA, l'après-midi tout le secteur Est, en faisant halte à chacun des QG des grandes unités engagées sur le secteur. 
Le lendemain, 9 juin 1918, débute en effet la bataille du Matz qui marque pour le 34e corps d'armée le début de trois mois d'engagements intenses. Le 9 juillet, l'unité enchaîne avec les combats de la 3e bataille de Picardie suivie dans la première quinzaine de septembre de la Poussée vers la position Hinderburg. La qualité de la conduite des opérations de son unité pendant ces batailles vaut au général Nudant une citation à l'ordre de l'armée.
Après deux semaines de répit, le 34e CA fait route vers les Flandres pour se voir engagé vers Hooglede dans la bataille de Roulers les 14 et 15 octobre. Cinq jours plus tard il est totalement impliqué dans la bataille de la Lys et de l'Escaut. Les résultats impressionnants obtenus par le général Nudant à Hooglede et Thielt lui valent l'attribution d'une nouvelle citation à l'ordre de l'armée. L'armistice stoppe son avancée aux abords Est de Gavere.

## Président de la Commission d'armistice
Nommé chef de la délégation française et président de la Commission interalliée permanente d'armistice (CIPA) lors du premier renouvellement de l'armistice le 12 novembre 1914, le général Nudant n'arrive que le 16 à Spa, la station thermale belge, ancien quartier général de l'empereur d'Allemagne, choisie par les Alliés pour accueillir les délégations alliées et allemande chargées du contrôle de l'application de la Convention d'armistice dont la validité est fixée à 36 jours avec faculté de prolongation. Il prend ses quartiers à la Villa Le Neubois que Guillaume II a quitté le 9 novembre au soir de son abdication.

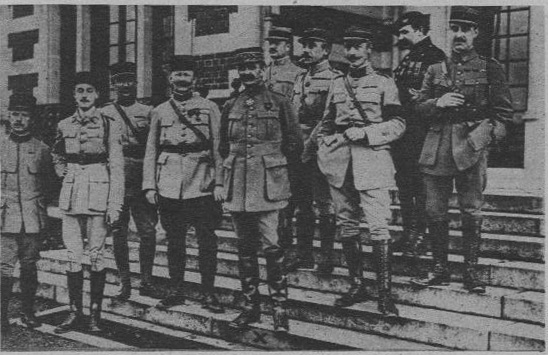
Le Gal Nudant et la mission française.
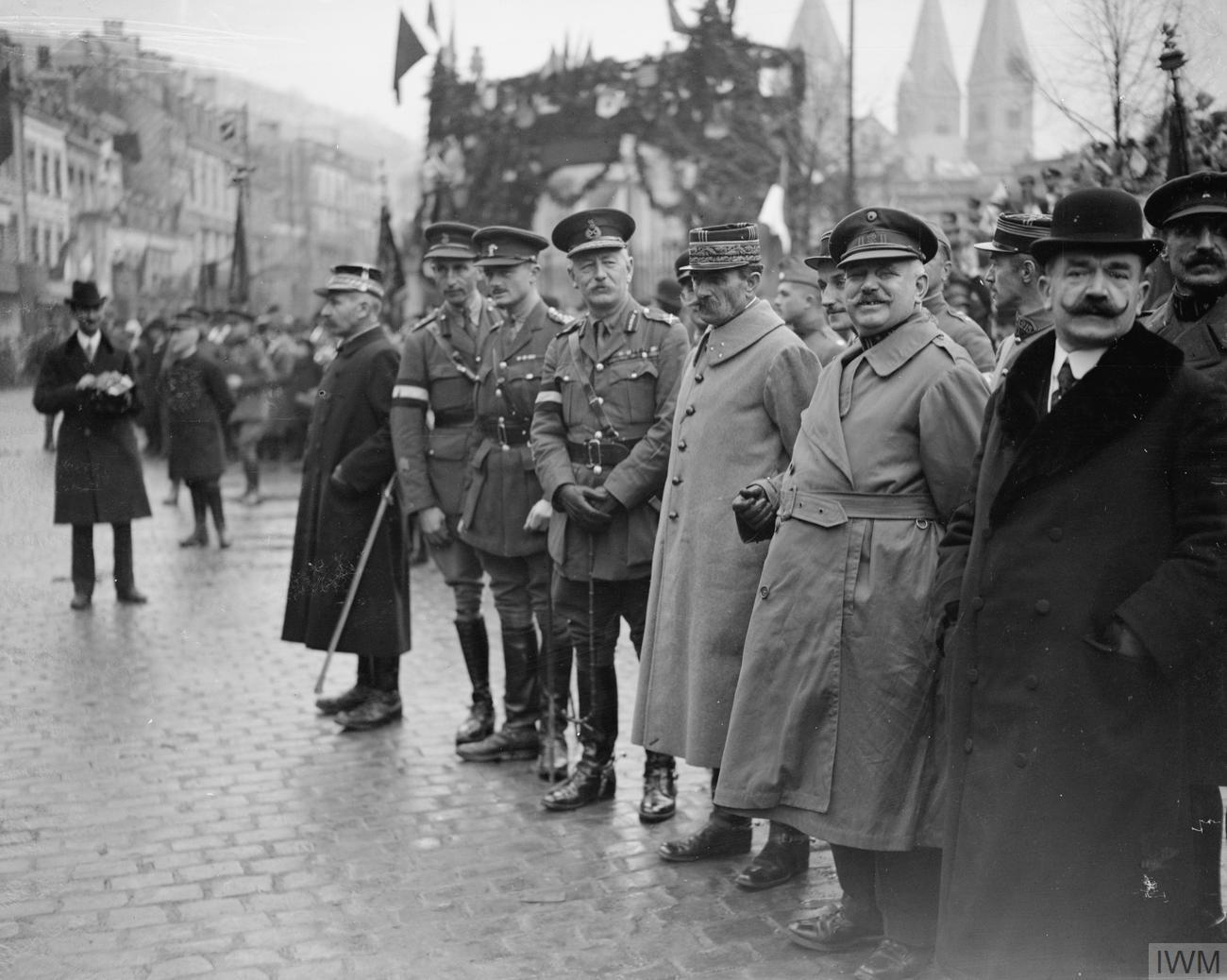
Spa le 29 novembre 1918 Le Gal Nudant entre les Gaux Haking et Delobbe.
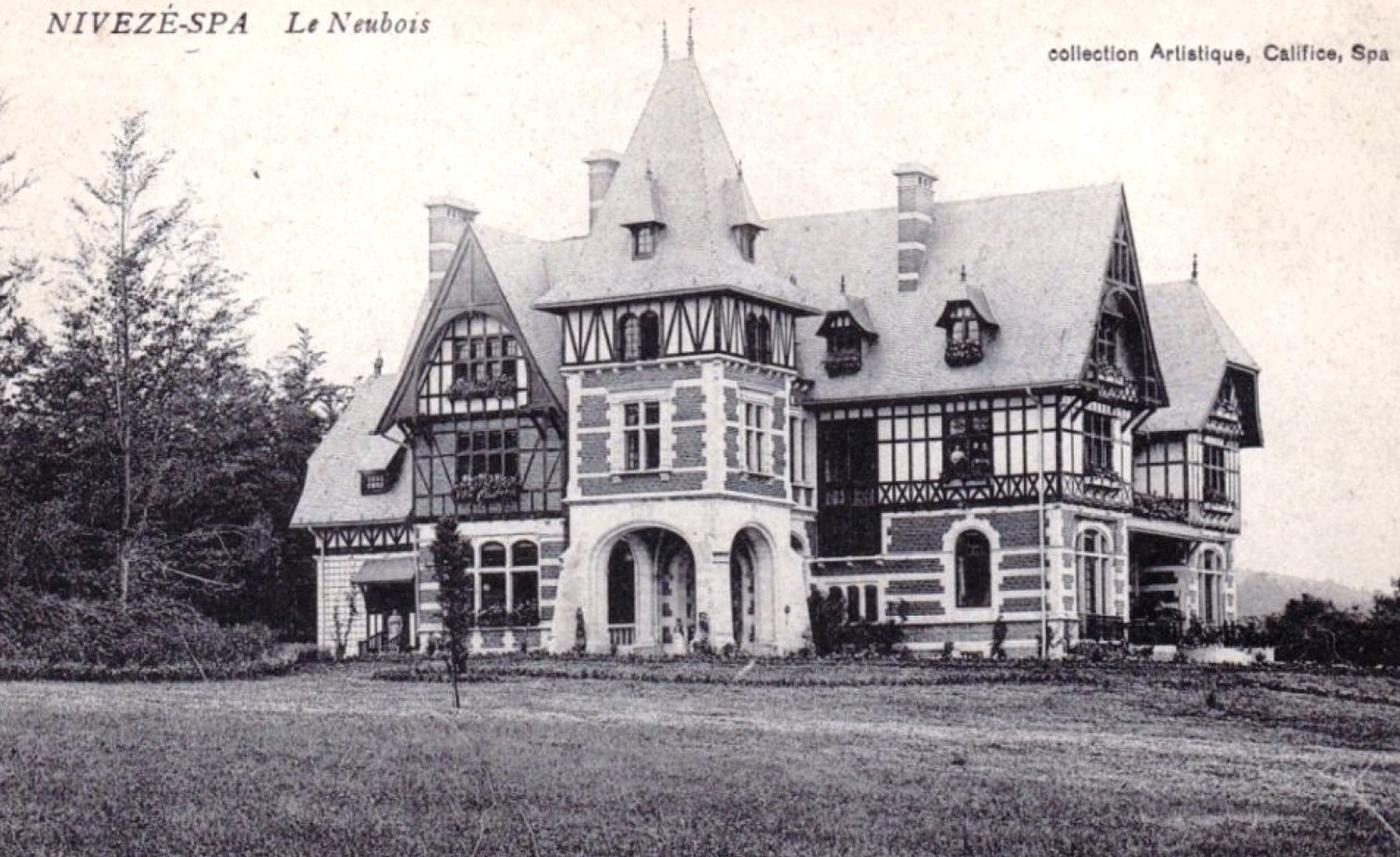
La villa Le Neubois.

Les travaux commencent immédiatement dans un climat tendu.

« Le Berliner Tageblatt et la Frankfurter Zeitung tracent d’après leurs correspondants, la physionomie de Spa pendant les pourparlers des commissions d’armistice allemands et alliées. Les réunions ont lieu au Grand Hôtel Britannique qui était depuis février dernier le siège du grand quartier général [...] C’est le général Nudant, le représentant du maréchal Foch, qui préside la séance. "Un véritable soldat, dit le Berliner Tageblatt. Tous ses mouvements sont brefs et brusques. Il entre, jette d’un geste vif son képi dans un coin, tire sa chaise et commence aussitôt à lire" [...] Les négociations se réduisent à peu près à un dialogue entre les généraux Nudant et von Winterfeldt. Le ton est froid mais correct [...] On a l’impression que le général Nudant s’en tient strictement aux instructions que lui a données le maréchal Foch et que, dans les discussions, ce sont les Français qui finalement imposent leurs décisions. »

Entre le maréchal Foch et le général Nudant, les communications téléphoniques et les échanges de télégrammes cryptés sont en effet très fréquents et pour la plupart  conservés au Service historique de la Défense à Vincennes. Le général Nudant prépare les deux conférences entre la CIPA et la commission allemande d'armistice tenues dans la gare de Trèves où il accueille le maréchal Foch le 18 janvier et le 16 février 1919. Au nom du gouvernement français et sur instruction du maréchal Foch, le général Nudant transmet le 18 avril 1919 aux plénipotentiaires allemands présents à Spa l'invitation faite au gouvernement allemand d'envoyer à Versailles pour le 25 avril des représentants dument mandatés afin d'y recevoir communication des préliminaires de la paix préparés par les alliés réunis depuis janvier dans la Conférence de la paix de Paris.
Tant que se poursuivent les travaux du congrès en vue de l'élaboration du traité de paix et même après la signature de celui-ci le 28 juin 1919, la commission d'armistice continue de fonctionner, en principe jusqu'à la ratification du traité par la parlement français. Toutefois, le 30 juin, le général Nudant fait remettre une note aux délégués allemands indiquant que « dans un intérêt réciproque une diminution du personnel est désirable », et qu'un transfert dans un autre lieu interviendra prochainement. Le président de la commission quitte lui-même Spa le 2 juillet. Fin-Juillet, dans un format réduit, la commission interalliée reprend ses travaux à Cologne, ville choisie par le maréchal Foch dès le 5 juillet. Elle doit traiter des sujets plus ou moins complexes jusqu'à la fin 1919.
Un mois avant la dissolution officielle de la CIPA, le général Nudant se voit nommé commandant du 7e corps d'armée et de la 7e région militaire à Besançon le 10 décembre 1919. La commission est dissoute le 10 janvier 1920, jour de la mise en vigueur du Traité de Versailles. Le général peut alors quitter définitivement Cologne pour rentrer à Besançon.

## Dernières années de service aux armées

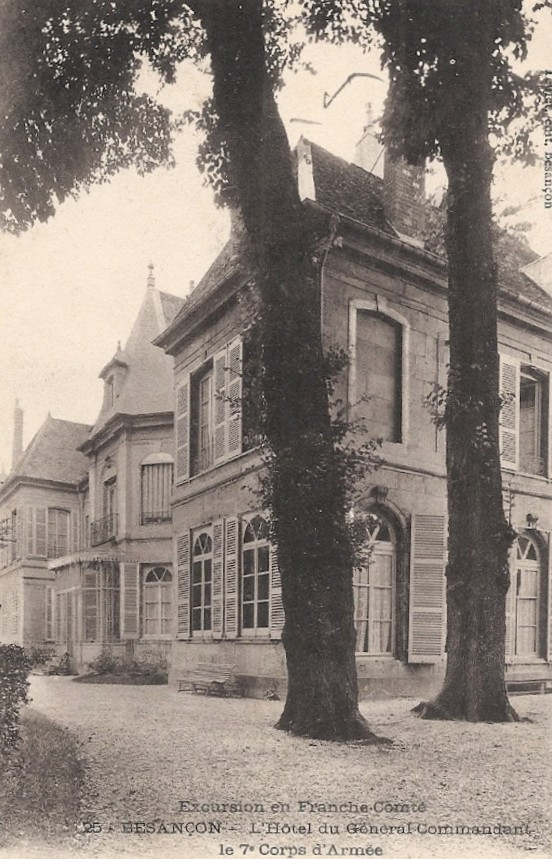
Besançon - Hötel du général Cdt le 7e CA

Grâce à cette nomination, le général Nudant retrouve la ville où il avait élu domicile à la fin de 1913 en tant que commandant du 4e régiment d'artillerie. Sa famille n'ayant pas quitté Besançon pendant la guerre, son épouse n'a pas manqué d'y être active dans les œuvres d'aide aux soldats et aux blessés. C'est au début de cette dernière partie de sa carrière au service de la France que le général Nudant est élevé à la dignité de grand officier de la Légion d’Honneur le 11 juillet 1920. Un an plus tard, il permet au maréchal Foch d'être acclamé par la foule bisontine, lorsque l'artisan de la victoire contre l'Allemagne vient assister au mariage de la fille cadette du général avec le fils aîné de Me Vallery-Masson, avocat à la Cour d'appel de Besançon.
À la tête du 7e corps d'armée, mais également comme commandant la 7e région militaire il doit superviser les conséquences de la démobilisation sur l'organisation des unités placées sous son commandement, tout en s'assurant de leur bon fonctionnement permettant d'assurer la sécurité d'un territoire proche de la frontière allemande. Cette fonction implique aussi un rôle de représentation qui impose la participation à de nombreuses cérémonies. Par deux fois il accompagne le président de la République lors de déplacements dans l'Est : 
- En mars 1921, lorsque M. Millerand, se rend dans le département de l'Ain et à Lyon pour examiner les premiers travaux d'aménagement du fleuve et rencontrer les officiels et la population lyonnaise[49].
- Début juin 1923, à l'occasion du centenaire de Louis Pasteur lors de cérémonies dans le Jura, suivies d'une longue visite en Alsace et d'un passage en Haute-Marne[50].

Le général Nudant est admis dans la section de réserve le 15 décembre 1923.

## Le chroniqueur militaire
En retrait de l'armée active, mais toujours soucieux du sort de son pays, le général Nudant contribue au débat d'idées stratégiques et de politique internationale mené par le grand quotidien Le Temps avec une suite de près de soixante chroniques militaires dont la publication, initialement mensuelle à partir d'avril 1925, s'espace au fil des années pour se terminer en février 1932. Les longs exposés de l'ancien président de la Commission d'armistice, placés, au début de sa collaboration, en bas de page 3 sur six colonnes, gagnent rapidement la Une, emplacement de choix justifié par l'importance du thème central de ces articles : la faiblesse des réactions françaises face au réarmement allemand. L'approche apolitique et non-polémique du négociateur de Spa convainc jusqu'à l'anti-militariste et pacifiste militant qu'est Victor Méric :

« C'est avec un intérêt mêlé de beaucoup d'angoisse que je suis les articles documentés, terriblement documentés, publiés par le plus grave journal de la République : Le Temps. Ces articles-études, dont l'auteur est un technicien, le général Nudant, nous apportent, sur les menées et préparatifs allemands en vue de la prochaine « fraîche et joyeuse », des détails à faire frémir. Je ne pense pas être suspect de nationalisme et de bellicisme. J'ai toujours professé la sainte horreur de la guerre [...] Ceci dit, je suis bien obligé de prendre au sérieux les révélations qu'on nous fournit sur l'Allemagne guerrière. »

La qualité de sa signature fait que certaines de ses positions suscitent des réactions voire des controverses. Ainsi son point de vue du 1er juillet 1928 sur la création d'un ministère de l'Air, intitulé « La question de l'aéronautique », évoquée par R. Poincaré dans un conseil de cabinet, entraîne cette réactions de l'influent journal L'Auto : 

« Dans Le Temps, récemment, une personnalité militaire de premier plan, le général Nudant [...] écrivait : "... Si l'on allait à un ministère de l'Air, il serait absolument inacceptable d'y rattacher l'administration du personnel tactique, ainsi que l'emploi de ce personnel et celui du matériel de guerre". Cette courte phrase résume toute l'hostilité manifestée depuis la guerre par l'état-major général de l'armée et l'état-major général de la marine contre toute proposition du ministère de l'Air « intégral », englobant à la fois les matériels et les personnels, c'est-à-dire l'utilisation stratégique et tactique de la cinquième arme en cas de guerre. Cette hostilité est foncière, non pas momentanée; elle ne disparaîtrait pas si d'autres chefs remplaçaient les chefs d'aujourd'hui. »

Entre ses exposés stratégiques, le général Nudant laisse percer toute l'émotion qu'il ressent lors de la disparition des grands chefs militaires français dont il a été proche et dont il célèbre la mémoire dans des nécrologies très personnelles. Il rend ainsi hommage le 19 mai 1925 au général Charles Mangin (Lire en ligne), le 30 août 1928 au maréchal Fayolle (Lire en ligne), le 22 mars 1929 au maréchal Foch (Lire en ligne) et le 5 janvier 1931 au maréchal Joffre (Lire en ligne).
Parallèlement L'Ouest-Éclair offre au général Nudant les deux premières colonnes de sa première page. Entre le 28 novembre 1925 et le 13 mai 1929, le grand quotidien de l'Ouest propose ainsi 53 chroniques d'actualité militaire et internationale qui complètent les exposés plus développés publiés dans Le Temps. Quelques unes de ces chroniques sont reprises dans Le Courrier de Saône-et-Loire en 1926.

## Engagements pendant la retraite
Au-delà du temps qu'il consacre à la documentation et à la rédaction de ses chroniques, le général Nudant s'implique dans diverses activités tant dans son environnement breton qu'au niveau national. 
- Son implantation à Saint-Jacut-de-la-Mer, l'amène a accepter en 1925 de devenir l'un des membres fondateurs du Syndicat d'initiatives du petit port de pêche dans ses débuts de station balnéaire[53].
- Il est régulièrement invité aux manifestations de la Fédération des groupements sportifs et patronages de France en Bretagne. Il saisit l'occasion d'une prise de parole au Concours interrégional de gymnastique le 31 juillet 1927 à Guingamp pour déclarer devant des milliers de participants et spectateurs : « La préparation militaire et les Sociétés sportives sont un palliatif au service d'un an et les sociétés sportives des patronages de France sont de celles qui font le plus pour la défense du territoire »[54].
- Ses anciennes fonctions au plus haut niveau de l'armée lui imposent des responsabilités de représentation des plus modestes aux plus importantes manifestations d'anciens combattants. Ainsi, le 19 avril 1925, il préside l’inauguration du monument aux morts de Beaune[55]. Le 6 avril 1929 au cours d'une conférence à la Sorbonne  devant le Congrès des officiers de réserve, obsédé par la préparation des jeunes au prochain et inévitable conflit, il déclare : « Pour donner aux jeunes Français l’instruction prémilitaire que nécessite la réduction prochaine du temps de service, pour parfaire l’éducation morale de cette belle jeunesse, une méthode est consacrée par l’expérience. c'est celle du scoutisme. Étudiez-la, appliquez-la et perfectionnez-la …  »[56]. En juin 1930, il tient à remettre en personne le drapeau à la section d'anciens combattants de Saint-Jacut-de-la-Mer récemment créée[57].
- Il préside le comité de Dinan de la Croix-Rouge française pendant 10 ans de 1934 à 1944[58].

## Publications
- « Infanterie et cyclistes en liaison avec la division de cavalerie - Deux journées de manœuvres », Revue militaire générale, no 9,‎ septembre 1907, p. 262-288 (lire en ligne, consulté le 15 mars 2025) publié en tiré à part sous le même titre Infanterie et cyclistes en liaison avec la division de cavalerie - Deux journées de manœuvres, Paris, Nancy, Berger-Levrault, 1907, 31 p.[N 10].
- École supérieure de guerre, Service d'état-major en campagne - Notes pratiques, Paris, J. Dumaine, 1911-1912, 489 p. (lire en ligne).
- « À Spa, l'armistice, 1918-1919 », Revue de France, avril 1925-janvier 1926.
- Entre avril 1925 et février 1932, le général Nudant signe 59 chroniques et articles d'actualités militaires et internationales, de souvenirs et d'éloges funèbres dans Le Temps, quotidien de référence, alors propriété d'un consortium d'organisations patronales. La première livraison de ces chroniques militaires parue le 28 octobre 1924 sous le titre « Après la Conférence de Genève » dévoile la méfiance de son auteur non pas envers la Société des Nations, mais face aux menées de ceux qui, sous couvert de limiter les risques d'une future guerre par un désarmement généralisé, œuvrent à l'affaiblissement des forces de défense des pays potentiellement menacés, dont la France.
- Entre novembre 1925 et mai 1929, A Nudant publie parallèlement dans L'Ouest-Éclair 53 points de vue sur l'actualité militaire et internationale, l'organisation de l'armée et divers sujets sensibles comme les rébellions au Maroc. Son premier article, « L’évacuation de la zone de Cologne, une précaution indispensable », expose ses doutes sur le respect par l'Allemagne des clauses du Traité de Versailles et la réalité de sa volonté d'appliquer à la lettre les conditions posées par les Accords de Locarno permettant aux Alliés d'évacuer les régions de la Rhénanie qu'ils occupent, à commencer par la zone de Cologne.
- « La pénétration au Maroc », Le monde colonial illustré, no 84,‎ août 1930, p. 192 (lire en ligne, consulté le 10 mars 2025).

## Distinctions

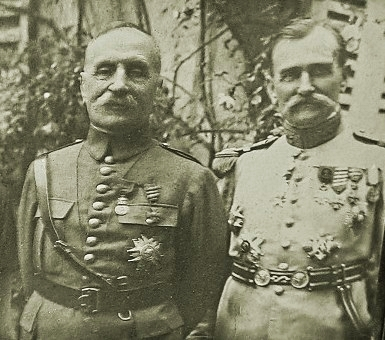
Le maréchal Foch et le général Nudant (Besançon, 14 juin 1921).

### Décorations nationales
- Grand officier de la Légion d'honneur (10 juillet 1920)[47]
  -  Commandeur de la Légion d'honneur (1er avril 1917)[N 1]
  -  Officier de la Légion d'honneur (20 novembre 1914)[N 11]
  -  Chevalier de la Légion d'honneur (13 octobre 1903)
- Croix de guerre 1914–1918 (quatre palmes)[N 1],[N 11],[N 3],[N 2]
- Médaille interalliée 1914-1918.
- Officier d'académie[59]

### Décorations étrangères

#### Belgique
- Grand-officier de l'ordre de Léopold[25]
- Croix de guerre belge avec deux palmes[60]

#### États-Unis
- Army Distinguished Service Medal[61] , [N 12]

#### Italie
- Commandeur de l’Ordre des Saints-Maurice-et-Lazare[60]
- Officier de la Couronne d'Italie[60]

#### Royaume-Uni
- Ordre du Bain, chevalier commandeur honoraire[60]

#### Serbie
- Grand-Croix de l’Aigle Blanc de Serbie